# هيثم زين
هيثم زين (مواليد 6 يناير 1979 في بيروت) لاعب كرة قدم لبناني دولي يجيد اللعب في خط الهجوم . يلعب حاليا لصالح نادي الشباب البحريني منذ سنة 2008 .
شارك هيثم زين مع منتخب لبنان لكرة القدم بين سنوات 1998 و2004. خلال تلك الفترة سجل ثلاث أهداف في بطولة اتحاد غرب آسيا لكرة القدم، الهدفان الأولان في بطولة 2000 في الأردن بهدف أمام منتخب العراق في الدقيقة 15 وانتهت المباراة بفوز العراق 2-1 وهدف أمام منتخب قيرغيزستان بفوز لبنان 2-0، أما الهدف الثالث فكان في بطولة 2004 في إيران أمام منتخب سوريا.

## روابط خارجية
- هيثم زين على موقع الاتحاد الدولي (مؤرشف)  (الإنجليزية)
- هيثم زين على موقع قاعدة بيانات كرة القدم.إي يو (الإنجليزية)
- هيثم زين على موقع ناشيونال فوتبول تيمز (الإنجليزية)
- هيثم زين على موقع Soccerway.com (الإنجليزية)